# Las Piñas
Las Piñas est une ville de la région de Grand Manille aux Philippines. Selon le recensement de 2015, elle est peuplée de 588 894 habitants.

## Barangays
Magalang est divisée en 20 barangays.
- CAA-B.F. International
- Daniel Fajardo (Poblacion)
- Elias Aldana
- Ilaya
- Manuyo Uno
- Manuyo Dos
- Pamplona Uno
- Pamplona Tres
- Pulanglupa Uno
- Pulanglupa Dos
- Zapote
- Almanza Uno
- Almanza Dos
- Pamplona Dos
- Pilar Village
- Talon Uno
- Talon Dos
- Talon Tres
- Talon Cuatro
- Talon Singko

## Personnalités liées à Las Piñas
- Camille Villar (1985-), femme politique, y est née.